# パマンジ島
パマンジ島（パマンジとう、シマオレ語：Pamanzi）またはプティットテール、プチトテール（フランス語: Petite-Terre）は、モザンビーク海峡に位置するコモロ諸島を構成する島の一つ。行政上は、南側をパマンジ、北側をザウジの二つの小郡に分割されている。
一帯にはマングローブ、干潟、海草の藻場が多く、タイマイ、アオウミガメとベンガルアジサシなどの移動性の動物だけではなく、マダガスカルサギやクモのIdioctis intertidalisなどのコモロ諸島とマダガスカルの固有種も生息している。2011年にラムサール条約登録地となった。
島の北端には、硫黄水で満たされた火口湖ジアニザハがある。
第二次世界大戦中、その戦略的価値を理由にヤン・スマッツの指示で連合軍が占領したパマンジは、かつてはマヨット島唯一の空港と首都ザウジがある最も重要な島であった。しかし、1977 年にマムズウが新しい首都として選ばれた。
フレンシュロン基地をはじめとする軍事、エネルギー等の施設はマヨット島ではなく、パマンジ島に集められている。
交通は、ザウジ・パマンジ国際空港を島の南側に有し、マムズとの間は海路によって結ばれている。ザウジには小規模なヨットハーバーがある。